# 維亞濟馬
55°12′57″N 34°18′27″E / 55.21583°N 34.30750°E
維亞濟馬（俄语：Вязьма）是俄羅斯斯摩棱斯克州東部的一個城市。2002年人口57,545人。
1239年首見於文獻。1494年被納入莫斯科大公國。拿破崙和希特勒侵俄時期這裡都爆發過激戰。有鐵路聯繫莫斯科、聖彼得堡、卡盧加和布良斯克。